# Po Rome
Po Rome hay Po Romê là vua của tiểu quốc Panduranga (Chiêm Thành) từ năm 1627 đến năm 1651. Ông là con rể của Po Klong M'hnai. Năm 1631, Công nữ Ngọc Khoa được gả cho Po Rome. Cuộc hôn phối này làm quan hệ Việt - Chăm diễn ra tốt đẹp.